# Cabildo abierto del 22 de mayo de 1810
Pour les articles homonymes, voir Cabildo.
Cabildo abierto del 22 de mayo de 1810 (litt. Cabildo ouvert du 22 mai 1810) est le titre d’un vaste tableau du peintre chilien Pedro Subercaseaux. Œuvre de commande exécutée à l’occasion du centenaire de la révolution de Mai, le tableau réflète l’interprétation, propre à l’artiste, des événements survenus lors du cabildo ouvert qui se tint à Buenos Aires le 22 mai 1810 et qui fut l’amorce de ladite révolution. 

## Genèse
Le tableau fut peint au Chili en 1908, sur sollicitation de l’historien argentin Adolfo Carranza, dans le contexte des préparatifs à la célébration, prévue en 1910, du Centenaire de la révolution de Mai. Le peintre envoya une lettre ainsi conçue :
« ...si, ainsi que je l’espère, ceci est digne de l’enjeu, je me résous à entreprendre cette œuvre, en vous indiquant d’avance que sa valeur, au cas où je la réalise à votre satisfaction, se montera à quinze-mille pesos en devise nationale, les dimensions du tableau étant en effet de quatre mètres de large sur trois de haut. »
À l’instar des courants historicisants européens, Subercaseaux s’efforça de choisir quelque moment déterminant, à recréer son atmosphère propre et à lui donner la magnificence requise. Pour réaliser ses études d’éclairage et de perspective, il s’appuya sur des photographies récentes de l’intérieur du Cabildo de Buenos Aires, nonobstant que celui-ci avait entre-temps été remanié et n’était déjà plus guère ce qu’il avait été à l’époque de la vice-royauté. Le moment représenté dans le tableau est celui où Juan José Paso, se détachant de la multitude au centre gauche, a la parole. À l’avant-plan, dans l’angle inférieur droit, figure Mariano Moreno, dans une attitude grave et préoccupée. 
Le tableau se trouve à l’heure actuelle conservé au Musée historique national d'Argentine à Buenos Aires.

## Source
- Museo Histórico Nacional.